# マティアス・ヤイスレ
マティアス・ヤイスレ（Matthias Jaissle、1988年4月5日 - ）は、ドイツ（旧西ドイツ）・ニュルティンゲン出身の元サッカー選手、現サッカー指導者。現役時代のポジションはDF。2023年7月からアル・アハリ・サウジFC監督を務める。

## 経歴
VfBシュトゥットガルトの下部組織を経て、トップチームデビューを待たずにラルフ・ラングニックから口説かれてTSG 1899ホッフェンハイムへと移籍。プロ2シーズン目には21歳にしてブンデスリーガの舞台でレギュラーを務めるなど、A代表入りも噂されていた選手であったが、2008-09シーズンの3月に左膝の前十字靭帯断裂という大怪我を負ってからは負傷離脱を繰り返し、セカンドキャリアを考えて2014年に25歳という若さで現役を引退した 。その後恩師ラングニックのサポートもあって大学でスポーツを中心に学び、同時にRBライプツィヒのユースチームで指導者としての経験を重ねた。
2021年1月、レッドブル・ザルツブルクのリザーブチームであるFCリーフェリングの監督であったボー・スヴェンソンが1.FSVマインツ05へ引き抜かれたことでヤイスレが後任として同クラブの監督に就任した。
2021-22シーズン開幕前、ジェシー・マーシュの後任としてレッドブル・ザルツブルクの監督に就任した。就任1年目はオーストリア・ブンデスリーガ優勝に加えて、クラブ史上初となるUEFAチャンピオンズリーグベスト16という成績を残した。
2023年7月28日、アル・アハリ・サウジFCとの交渉が最終局面になったことを受けてザルツブルクはヤイスレの職務を解き、合意に達した後に退団を発表。アル・アハリ側も同日、3年契約を結んでヤイスレが監督に就任したことを発表した。

## 監督成績
2023年5月14日現在
| クラブ                   | 就任日       | 退任日        | 成績 | 成績 | 成績 | 成績 | 成績   |
| クラブ                   | 就任日       | 退任日        | 試   | 勝   | 分   | 負   | %      |
| ------------------------ | ------------ | ------------- | ---- | ---- | ---- | ---- | ------ |
| FCリーフェリング         | 2021年1月4日 | 2021年6月30日 | 17   | 11   | 3    | 3    | 064.71 |
| レッドブル・ザルツブルク | 2021年7月1日 | 2023年7月28日 | 89   | 61   | 19   | 9    | 068.54 |
| 通算成績                 | 通算成績     | 通算成績      | 106  | 72   | 22   | 12   | 067.92 |

## タイトル
レッドブル・ザルツブルク
- オーストリア・ブンデスリーガ : 1回 (2021-22)
- オーストリア・カップ : 1回 (2021-22)

アル・アハリ・サウジ
- AFCチャンピオンズリーグエリート : 1回 (2024-25)